# Swazi Premier League
De Swazi Premier League, beter bekend onder de sponsornaam Swazi MTN Premier League, is de hoogste voetbaldivisie van Swaziland. De competitie werd opgericht in 1976.
De twee beste clubs mogen het seizoen erop internationale wedstrijden spelen in respectievelijk de CAF Champions League en CAF Confederation Cup.
De drie laagst geklasseerde clubs degraderen naar de Swazi National First Division.

## Clubs 2023/2024
- Denver Sundowns
- Ezulwini United
- Green Mamba FC
- Illovo FC
- Madlenya FC
- Manzini Wanderers
- Mbabane Highlanders
- Mbabane Swallows
- Moneni Pirates
- Nsingizini Hotspurs
- Rangers FC
- Royal Leopards
- Sea Birds
- Young Buffaloes

## Kampioenschappen
- 1976 : Mbabane Highlanders
- 1980 : Mbabane Highlanders
- 1981 : Peacemakers
- 1982 : Mbabane Highlanders
- 1983 : Manzini Wanderers
- 1984 : Mbabane Highlanders
- 1985 : Manzini Wanderers
- 1986 : Mbabane Highlanders
- 1987 : Manzini Wanderers
- 1988 : Mbabane Highlanders
- 1989 : Denver Sundowns
- 1990 : Denver Sundowns
- 1991 : Mbabane Highlanders
- 1992 : Mbabane Highlanders
- 1993 : Mbabane Swallows
- 1994 : Eleven Men in Flight
- 1995 : Mbabane Highlanders
- 1996 : Eleven Men in Flight
- 1997 : Mbabane Highlanders
- 1998 : geen kampioenschap
- 1998/99 : Manzini Wanderers
- 1999/00 : Mbabane Highlanders
- 2000/01 : Mbabane Highlanders
- 2001/02 : Manzini Wanderers
- 2002/03 : Manzini Wanderers
- 2003/04 : Mhlambanyatsi Rovers
- 2004/05 : Mbabane Swallows
- 2005/06 : Royal Leopards
- 2006/07 : Royal Leopards
- 2007/08 : Royal Leopards
- 2008/09 : Mbabane Swallows
- 2009/10 : Young Buffaloes
- 2010/11 : Green Mamba FC
- 2011/12 : Mbabane Swallows
- 2012/13 : Mbabane Swallows
- 2013/14 : Royal Leopards
- 2014/15 : Royal Leopards
- 2015/16 : Royal Leopards
- 2016/17 : Mbabane Swallows
- 2017/18 : Mbabane Swallows
- 2018/19 : Green Mamba
- 2019/20 : Young Buffaloes
- 2020/21 : Royal Leopards
- 2021/22 : Royal Leopards
- 2022/23 : Green Mamba
- 2023/24 : Mbabane Swallows